# Cuarteto de saxophones

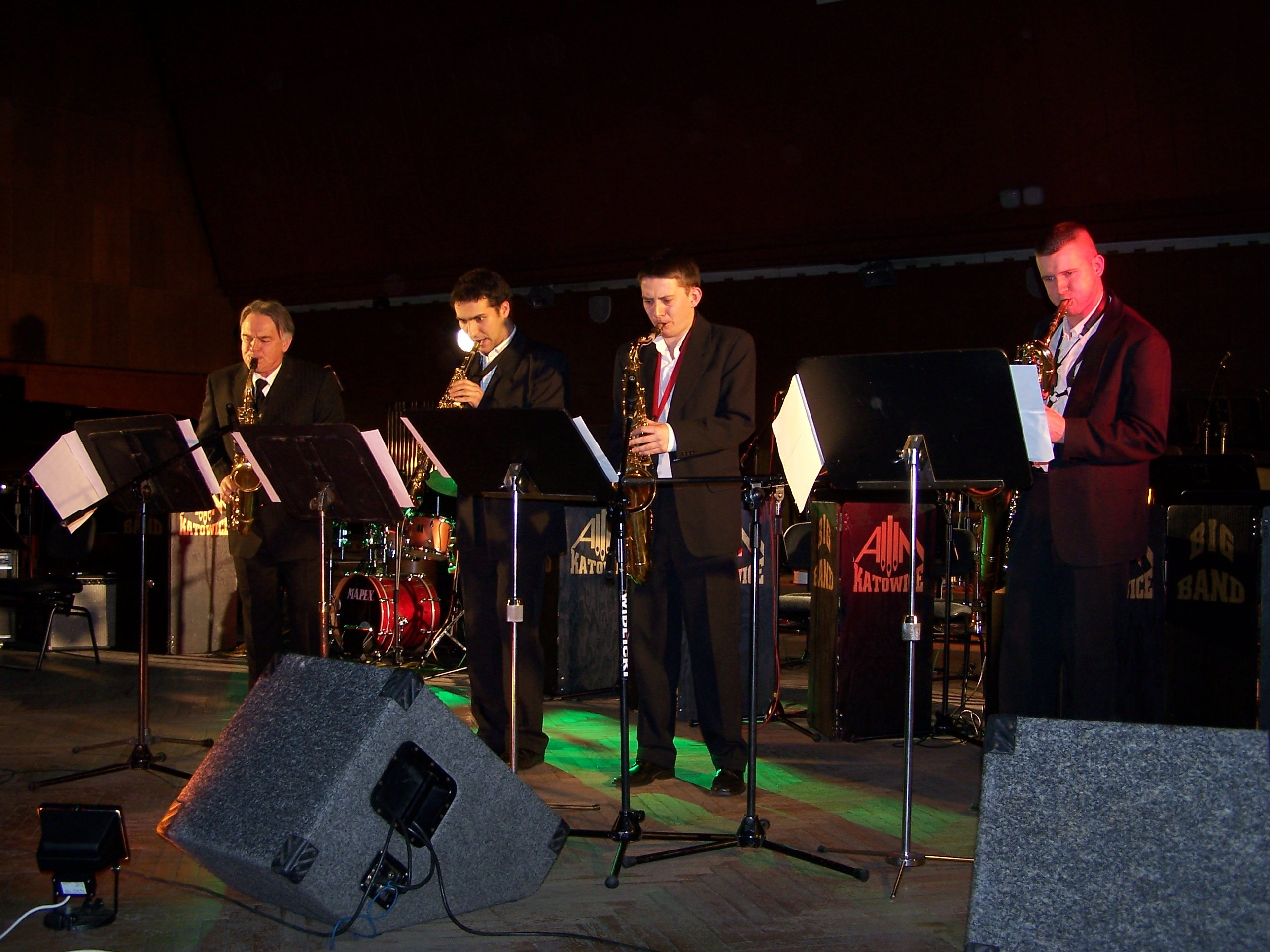
Un cuarteto de saxos. De derecha a izquierda: barítono, tenor, soprano, alto

El cuarteto de saxos es una formación de música de cámara compuesto de un saxo soprano, de un alto, un tenor y un barítono. Se designa también por este nombre las formas musicales dedicadas a este tipo de formación, que son a menudo en la música clásica construidas sobre el modelo del cuarteto de cuerdas. A causa de la polivalencia de los instrumentistas que lo componen, hay numerosas variantes de esta formación. Existe la fórmula "estadounidense" compuesta por 2 altos, 1 tenor y 1 barítono, aunque se encuentran más frecuentemente los cuartetos de saxos formados por un saxo soprano, un saxo alto, un saxo tenor y un saxo barítono. Encontramos también más raramente formaciones de cuarteto de sopranos, de saxos altos o tenores, incluso algunos que incluyen instrumentos menos frecuentes, como el saxo sopranino o el tubax.
Entre los numerosos conjuntos de saxos existentes, el cuarteto es el que posee el repertorio más rico tanto en cantidad (más de mil obras identificadas en 1994 por Jean-Marie Londeix en su labor 150 años de música para saxo) como en calidad, y el número de formaciones existentes es impresionante. Sin buscar de paralelo con el maravilloso repertorio del cuarteto a cuerdas, se puede incluso considerar que es para este tipo de formaciones que los compositores más interesantes han sabido encontrar la inspiración justa y la más profunda, y se cuenta ahora con un gran número de piezas de primer orden escritas para cuarteto de saxofones, mientras que el repertorio de sonatas para el instrumento queda todavía limitado hasta hoy.

## El nacimiento de la formación
Poco después de la invención de la familia de los saxos (en 1846), uno de los amigos de Adolphe Sax, Jean-Baptiste Singelée insistió al inventor para que desarrollara fórmulas de música de cámara para sus instrumentos. Siendo él mismo violinista, seguramente propuso a Sax esta fórmula ya que escribió su "primer cuarteto para saxos" desde 1858. El inventor enseñaba entonces estos cuatro saxos en su clase del Conservatoire de París. Y que cada estudiante estaba especializado, compitiendo bien con el saxo soprano, bien con el barítono... contra lo que podría dejar creer la hegemonía posterior del saxo alto en la enseñanza clásica (y del tenor entre los músicos de jazz).
Adolphe Sax era entonces un improvisado editor de música y promotor de conciertos. Así es como publicó uno cierto número de obras para diversas formaciones de saxos, pero esencialmente para cuarteto, en paralelo a las obras escritas para los concursos del conservatoire.  Singelée, que escribió igualmente un "gran cuarteto concertante" encuentra a su catálogo los nombres del cornista Jean-Baptiste-Victor Mohr, del clarinetista, saxofonista y jefe de música Jérôme Savari, del pianista Émile Jonas, de los jefes de música Jules Cressonois y Adolphe-Valentin Sellenick. Los competidores de Sax buscaron igualmente ocupar un mercado publicando al saxofonista Louis Mayeur y algunos más.
No obstante, después de la clausura de la clase de Adolphe Sax en el Conservatoire, y probablemente a falta de músicos correctamente formados, el repertorio de cuartetos (entre otros) se diluye hasta desaparecer prácticamente.

## El Cuarteto Marcel Mule
Debemos a Marcel Mule el aumento de interés durante los años 1930. El solista de la Guardia republicana y músico reconocido en los medios musicales clásicos y tres de sus colegas de pupitre forman el Cuarteto de Saxos de la Guardia Republicana en 1928, que resultará en 1936, el Cuarteto de Saxos de París, después el Cuarteto Marcel Mule. Georges Chauvet, Hippolyte Poimbœuf, René Chaligne, Paul Romby, Fernand Lhomme, G. Charron, André Bauchy, Marcel Josse, Georges Gourdet y Guy Lacour (y mismo Daniel Deffayet sobre ciertas grabaciones) formarán parte de las formaciones sucesivas. El cuarteto da numerosos conciertos por Europa,  grabando una serie de discos que forman parte de la historia del instrumento. Numerosos compositores escribirán para ellos, entre los cuales : Jean Absil, Adolphe Borchard, Amédée Borsari, Eugène Bozza, Charles Brown, Roger Calmel, Robert Clérisse, Alfred Desenclos, Jean Dupérier, Julien Falk, Jean Françaix, Alexandre Glazounov, Stan Golestan, André Jorrand, Eleuthere Lovreglio, Roger Manas, Marcelle de Manziarly, Georges Migot, Claude Pascal, Gabriel Pierné, Paul Pierné, Robert Planel, Jean Rivier, Jeanine Rueff, Florent Schmitt, Jules Semler-Collery, Pierre Vellones.
Citemos entre demás entre sus discípulos directos de Mule, los que a su continuación formaron formaciones parecidas : el Cuarteto Daniel Deffayet, el Conjunto de saxos Franceses de Jean-Marie Londeix, los cuartetos de Michel Nouaux (Guardia Republicana), Jacques Desloges, Jean Ledieu, Alain Liger (4° de París) ...

## Los conjuntos y el repertorio contemporáneo
La mayoría de los saxofonistas clásicos de hoy, inspirados por el éxito del cuarteto Mule y por el interés de ciertas partituras, han  formado un cuarteto que retoma estas piezas iniciales y desarrolla su propio repertorio. Ciertas piezas son de un gran interés, y se presencia un adelanto cualitativo del repertorio, paralelo a su explosión cuantitativa. Muchos compositores componen para cuarteto de saxos  en la actualidad.
- Datos: Q2011052
- Multimedia: Saxophone quartets (musical group) / Q2011052